# Смирнов, Вячеслав Михайлович (легкоатлет)
Вячесла́в Миха́йлович Смирно́в (14 мая 1957, Пенза — 20 августа 2020) — советский и российский легкоатлет, специалист по спортивной ходьбе. Выступал в 1980-х и 1990-х годах, призёр первенств всесоюзного и всероссийского значения, участник ряда крупных международных стартов, в том числе чемпионата мира в Штутгарте. Мастер спорта СССР международного класса.

## Биография
Вячеслав Смирнов родился 14 мая 1957 года в селе Терновка Пензенской области.
Начал заниматься спортивной ходьбой в 1971 году, проходил подготовку под руководством тренера А. Н. Абакумова.
В 1978 году выполнил норматив мастера спорта СССР.
В 1982 году выиграл первенство РСФСР по спортивной ходьбе, за выдающиеся спортивные достижения удостоен почётного звания «Мастер спорта СССР международного класса».
Будучи студентом, в 1983 году представлял Советский Союз на Всемирной Универсиаде в Эдмонтоне — в ходьбе на 20 км с результатом 1:25:40 стал четвёртым.
В 1985 году стал серебряным призёром Кубка СССР по спортивной ходьбе.
В 1986 году выступил на впервые проводившихся Играх доброй воли в Москве — на дистанции 20 км показал результат 1:31:38, расположившись в итоговом протоколе соревнований на 30-й строке.
В июне 1988 года в дисциплине 20 км с личным рекордом 1:20:19 выиграл бронзовую медаль на Мемориале братьев Знаменских в Ленинграде.
В августе 1989 года на чемпионате СССР в Ленинграде финишировал четвёртым в ходьбе на 50 км, установив при этом свой личный рекорд — 3:46:08.
В феврале 1991 года на международном старте в Будапеште стал бронзовым призёром в ходьбе на 5000 метров.
После распада СССР Смирнов ещё в течение некоторого времени оставался действующим спортсменом и продолжал принимать участие в крупнейших легкоатлетических стартах в составе российской сборной. Так, в 1993 году он представлял Россию на Кубке мира по спортивной ходьбе в Монтеррее, где в личном зачёте 50 км с результатом 4:27:34 занял 50-е место. На чемпионате мира в Штутгарте в той же дисциплине показал время 3:58:20, став 16-м.
Умер 20 августа 2020 года в возрасте 63 лет.